# Raduša, Tutin
Raduša (izvirno srbsko Радуша) je naselje v Srbiji, ki upravno spada pod Občino Tutin; slednja pa je del Raškega upravnega okraja.

## Demografija
V naselju živi 51 polnoletnih prebivalcev, pri čemer je njihova povprečna starost 26,1 let (27,4 pri moških in 24,8 pri ženskah). Naselje ima 16 gospodinjstev, pri čemer je povprečno število članov na gospodinjstvo 5,63.
|  |

| Demografija | Demografija     | Demografija     |
| Leto        | Št. prebivalcev | Št. prebivalcev |
| ----------- | --------------- | --------------- |
|             |                 |                 |
|             |                 |                 |
|             |                 |                 |
|             |                 |                 |
| 1948        | 134             |                 |
| 1953        | 149             |                 |
| 1961        | 153             |                 |
| 1971        | 138             |                 |
| 1981        | 147             |                 |
| 1991        | 134             | 130             |
| 2002        | 110             | 90              |
|             |                 |                 |

| Etnična sestava po popisu iz leta 2002 | Etnična sestava po popisu iz leta 2002 | Etnična sestava po popisu iz leta 2002 | Etnična sestava po popisu iz leta 2002 | Etnična sestava po popisu iz leta 2002 |
| -------------------------------------- | -------------------------------------- | -------------------------------------- | -------------------------------------- | -------------------------------------- |
| Bošnjaki                               | Bošnjaki                               |                                        | 90                                     | 100,0%                                 |
| Neznano                                | Neznano                                |                                        | 0                                      | 0,0%                                   |